# إليزابيث من النمسا، ملكة بولندا
إليزابيث من النمسا (بالألمانية: Elisabeth von Habsburg) (حوالي. 1436 - 30 أغسطس 1505) كانت زوجة الملك كازيمير الرابع وبالتالي هي ملكة بولندا ودوقة ليتوانيا الكبرى القرينة، أمضت طفولتها في بلاط إمبراطور روماني مقدس فريدرخ الثالث، باعتبارها واحدة من ثلاثة أحفاد الإمبراطور سيغيسموند، وفضلاً عن ذلك كانت مدعية قوية لعرشين المجري والبوهيمي، مما جعلها عرض جذاب لأمير بولندي، النبلاء البولنديين كانوا يريدون زيادة نفوذ البولندي في المجر وبوهيميا، كان اقترح هذا الزواج بدأ منذ ولادتها إلا أنهم تزوجا حتى 1454، وبالطبع كان زواجها من كازيمير من أكثر الزيجات مثالية في بولندا، بحيث استطعت انجاب له ثلاثة عشر طفلاً، وإحدى عشر منهم وصلوا إلى سن البلوغ، وأربعة منهم أصبحوا ملوك.

## الذرية
أنجبت إليزابيث الأبناء التاليين:-
- فلاديسلاف الثاني (1 مارس 1456 - 13 مارس 1516)؛ ملك بوهيميا والمجر، له ذرية.
- هيدفيغ (21 سبتمبر 1457 - 18 فبراير 1502)؛ تزوجت من غيورغ دوق بافاريا لاندسهوت، لهم ذرية.
- كازيمير (3 أكتوبر 1458 - 4 مارس 1484)؛ شفيع ليتوانيا، وأيضا مدعي العرش المجري.
- يان الأول أولبرشت (27 ديسمبر 1459 - 17 يونيو 1501)؛ ملك بولندا ودوق غلوغو.
- ألكسندر (5 أغسطس 1461 - 19 أغسطس 1506)؛ دوق ليتوانيا وملك بولندا، ليس لديه أبناء.
- صوفيا (6 مايو 1464 - 5 أكتوبر 1512)؛ تزوجت من فريدرش الأول مارغريف براندنبورغ-أنسباخ، لهم ذرية بما في ذلك ألبرشت دوق بروسيا.
- إليزابيث (9 مايو 1465 - 9 مايو 1466).
- زغمونت الأول (1 يناير 1467 - 1 أبريل 1548)؛ ملك بولندا ودوق ليتوانيا الأكبر، له ذرية.
- فريدرش (27 أبريل 1468 - 14 مارس 1503)؛ رئيس أساقفة جنيزنو ورئيس أساقفة بولندا.
- إليزابيث (13 مايو 1472 - بين 19 مايو 1480 و 20 مايو 1481).
- آنا (12 مارس 1476 - 12 أغسطس 1503)؛ تزوجت من بوغيسلاف العاشر دوق بوميرانيا، لهم ذرية.
- باربرا (15 يوليو 1478 - 15 فبراير 1534)؛ تزوجت من غيورغ دوق ساكسونيا، لهم ذرية.
- إليزابيث (13 نوفمبر 1482 - 16 فبراير 1517)؛ تزوجت من فريدرش الثاني دوق لغنيتسا، لهم ابنة توفيت يوم ولادتها.